# Julian Charles Porteous
Julian Charles Porteous (Sydney, 5 de junho de 1949) é um clérigo católico romano australiano e arcebispo-emérito de Hobart.

## Biografia
Julian Charles Porteous concluiu seus estudos primários na "Saint Patrick's School" em Parramatta e seus estudos secundários no "De La Salle Brothers Oakhill College" em Castle Hill, Nova Gales do Sul. Realizou os estudos eclesiásticos no "Saint Columba's College" em Springwood e no "Saint Patrick's College" em Manly.

### Sacerdócio
Foi ordenado sacerdote pelo Arcebispo de Sydney, Cardeal James Darcy Freeman, em 7 de setembro de 1974. Após sua ordenação, ocupou os cargos seguintes: vice-pároco de Kingsgrove (1974-1982); vice-pároco de Manly (1982-1985); vice-pároco de The Entrance (1985) e vice-pároco de Mona Vale (1985-1988).
Em 1988, se dedicou à formação dos jovens da Comunidade dos "Discípulos de Jesus Aliança". Em 1994, foi nomeado vice-pároco de Annandale, Forest Lodge e Prymont. Posteriormente, foi pároco de Annandale (1996-1999) e Dulwich Hill (1999-2000). Foi nomeado Reitor do Seminário Maior de Sydney, "Seminário do Bom Pastor", e, em 2002, Diretor Diocesano para as Vocações e membro do Conselho Presbiteral.

### Episcopado
Em 16 de julho de 2003, o Papa João Paulo II o nomeou Bispo Titular de Urusi e Bispo Auxiliar de Sydney. O arcebispo de Sydney, George Pell, o consagrou em 3 de setembro do mesmo ano, na Catedral de Santa Maria, Sydney; os principais co-consagradores foram Cardeal Edward Bede Clancy, Arcebispo Emérito de Sydney, e Bernard Cyril O'Grady OP, Bispo de Gizo.
Em 19 de julho de 2013, o Papa Francisco nomeou Porteous Arcebispo de Hobart. A posse ocorreu em 17 de setembro do mesmo ano.
Em 2015, Porteous distribuiu um folheto a 12 mil famílias com filhos em escolas católicas por toda a Tasmânia, intitulado "Não Mexa com o Casamento", com a posição da Conferência dos Bispos Católicos da Austrália sobre o casamento. O folheto argumentava que, relativamente a homens e mulheres homossexuais, "fingir que as suas relações são 'casamentos' não é justo nem imparcial para eles". Houve apelos de ativistas para que encaminhassem o Arcebispo para o Comissário Australiano Antidiscriminação. Após 6 meses de deliberações, a queixa foi retirada sem qualquer conclusão.
Em 2022, Porteous foi acusado de promover o ceticismo em relação às mudanças climáticas em uma publicação da igreja intitulada "Expondo a 'religião verde moderna'", promovendo as opiniões do geólogo Professor Ian Plimer, afiliado à indústria de mineração. Ele atraiu novas acusações de discriminação em 2024 após publicar uma carta pública intitulada "Somos Sal para a Terra", na qual denunciou o movimento "woke" e o "lobby transgênero radicalizado".
O Papa Leão XIV aceitou sua renúncia por idade em 20 de junho de 2025.